# 런던 대역병

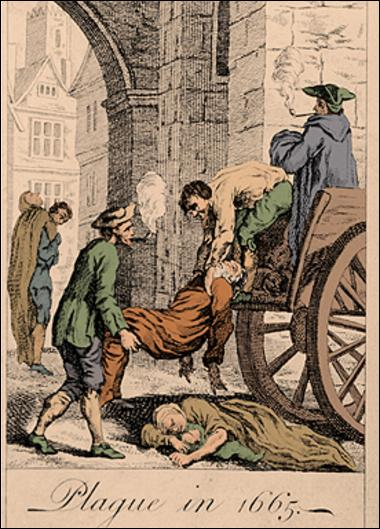
런던 대역병 때 망자의 시체를 옮기고 있다.

런던 대역병(영어: Great Plague of London)은 1665년 ~ 1666년에 잉글랜드 왕국(오늘날의 영국)에서 발생한 최후의 흑사병(페스트) 대역병이다. 1347년 시작되어 1750년까지 계속된 제2차 페스트 범유행의 일부이다.
18개월에 걸친 런던 대역병으로 죽은 사람의 수는 약 100,000명으로, 당시 런던 인구의 25%에 달한다. 역병의 병원균은 페스트균(Yersinia pestis) 박테리아로, 주로 박테리아에 감염된 쥐벼룩이 사람을 물면서 전염된다.
1665 ~ 1666년의 흑사병 유행은 300여년 전의 흑사병 범유행과 비교하면 훨씬 적은 피해를 남겼지만, 400년간의 제2차 페스트 범유행 중 잉글랜드에서 발생한 최후의 대규모 전염병이었다는 점에서 "대역병"이라고 불리고 있다.

## 발생 경과
최초의 질병 사례는 1665년 봄, 런던의 성벽 바깥 지역에서 발생했다. 더운 여름철에 사망률이 상승하기 시작했으며, 9월에 1주일 동안에 7,165명의 런던 사람들이 사망하면서 역병은 최고조에 달했다.

## 런던 환경
런던에 많이 있는 검은 쥐는 전염병을 일으킨 벼룩이 기생하고 있었다. 쥐와 벼룩은 특히 가장 가난하고, 쓰레기로 가득찬 도시 지역에서 왕성하게 활동하였다.

## 예방 노력 및 치료
선박에서 유입되는 질병을 막고자 입국하는 선박은 30일 동안 계류하였다가 문제가 없으면 입국시키는 검역 정책을 실시하였다. 추후에 상황이 악화되자 40일로 늘려서 방역에 노력했다.
당시의 치료 및 감염 예방 노력은 역병의 확산 저지에 별로 도움이 되지 않았다. 들끓는 벼룩이 여러 환자들을 돌아가면서 물어 전염병을 지속적으로 옮기며 주범으로 활동하고 있었는데, 불순한 공기가 질병을 일으킨다고 생각하여 담배를 피는 것을 권장했다. 아이들도 담배를 피우도록 권장되었다. 식초에 담근 스폰지를 코에 대고 흡입하는 방법도 권장되었다.

## 역병 진행과정
감염 상황이 심각해지자 찰스2세와 시종들, 의회는 런던에서 옥스포드로 이동했다. 대부분의 의사, 변호사 및 상인들도 런던을 탈출했다. 시장과 시의원들은 왕명에 의해 지속적으로 방역 작업을 진행했다. 파수꾼은 감염된 집을 격리 처리 후 감시했고, 관리들이 음식을 보급했다. 수색자들은 시체를 찾아 밤에 매장하였다. 런던 및 다른 전염병이 창궐한 도시는 모든 무역이 중단되었다. 스코틀랜드는 잉글랜드와 국경 폐쇄를 선언했다. 
날씨가 추워지면서 전염병 감염자가 줄기 시작되었다. 쥐가 질병에 내성이 생겨 죽지 않자, 벼룩도 인간을 찾지 않게 되어 감염수가 적어졌다. 그리고, 사람들도 질병에 대한 면역이 증가하여 1666년 런던 대역병은 종결되었다.

## 같이 보기
- 1563년 런던 페스트
- 1592~1593년 런던의 페스트
- 런던 대화재
- 흑사병 의사 복장
- 제3차 페스트 범유행